# Llibre blanc (Palestina)
Els Llibres blancs publicats durant el mandat britànic de Palestina són una sèrie de lleis i de mesures que fixen la política mandatària relativa a la situació a Palestina.

## Primer llibre blanc,3 de junyde1922
És conegut com «el llibre blanc de Churchill», i va ser publicat per respondre a l'oposició dels àrabs palestins als termes del mandat quant a l'establiment d'una « llar nacional jueva» i a la immigració jueva a Palestina. Winston Churchill feia en aquell temps les funcions de secretari a les colònies. Aquest llibre blanc restringeix el territori destinat a la llar jueva, i dona el control de les terres situades a l'est del Riu Jordà a l'Emir Abdallah. Reafirma el dret de retorn del poble jueu sobre la seva terra ancestral, però posa no obstant això com a condició a la immigració el nivell dels mitjans financers dels postulants a la immigració. Precisa igualment que Palestina no pot ser concebuda com una entitat política exclusivament jueva.

## Segon llibre blanc,21 d'octubrede1930
És conegut com el «Llibre blanc» de Lord Passfield, secretari britànic a les colònies. És publicat després dels aixecaments sagnants de 1929. Posa en qüestió el procés de la implantació jueva a Palestina, i afavoreix la prioritat en la feina de la població àrab, i d'aquesta mateixa al si de les empreses jueves.
La reacció del Yixuv i de les institucions sionistes mundials va ser llavors virulenta. La publicació del segon llibre blanc comporta igualment la dimissió dels responsables del moviment sionista i dels de l'Agència jueva. En resposta a les pressions, el govern britànic remet al doctor Chaim Weizmann, llavors director de l'Agència jueva, el decret d'anul·lació del segon llibre blanc, el 13 de febrer de 1931.
Cal fer notar tanmateix que, en el transcurs dels anys 1930, es dona una política que apunta a frenar la immigració jueva. Els certificats d'immigracions atorgats per la potència mandatària a l'Agència jueva esdevenen en efecte inferiors a les demandes, desenvolupant-se una immigració clandestina jueva a gran envergadura des d'aquesta època.

## Tercer llibre blanc,17 de maigde1939
És publicat el 17 de maig de 1939 en resposta a la Gran Revolta Àrab a Palestina de 1936-1939. És conegut com el «Llibre blanc» de Malcolm Macdonald, secretari a les colònies, i va ser elaborat després d'una conferència anglo-jueva-àrab celebrada a Londres el febrer de 1939.

Aquest llibre vol apaivagar l'aixecament de la població àrab de Palestina limitant la venda de noves terres als Jueus. 
| « | Tenint en compte el creixement natural de la població àrab i la importància de les vendes de terres àrabs als Jueus, a certs indrets ja no queda prou lloc per a noves transferències de terres àrabs, mentre que en altres indrets aquestes transferències han de ser limitats perquè els conreadors àrabs puguin mantenir el seu nivell de vida actual i no sigui creada properament una important població àrab sense terra. En aquestes circumstàncies, l'alt comissariat rebrà tots els poders per prohibir i reglamentar les transferències de terres | » |

 Tres zones són definides. Tota venda de terreny a les organitzacions sionistes és prohibida en Samaria, a la Gaza i a la regió de Beerxeba. Les vendes de terres a la vall del Jordà, en Galilea, entre Tantura i Haifa i al Sud del Nègueb, són autoritzades, però només després d'acord especial de les autoritats mandatàries britàniques. Finalment, de Tantura fins al sud de Tel-Aviv, així com en la regió de Haifa, les vendes continuen sent lliures.

La immigració jueva és limitada a 75.000 persones sobre un període de 5 anys, per tal que la població jueva no superi el terç de la població del país. D'aquestes 75.000 entrades serà deduït el nombre d'immigrants il·legals interceptats : 
| « | no es pot negar que la por a una immigració jueva indefinida és àmpliament escampada en els rangs de la població àrab i que aquesta por ha fet possibles aquests trastorns». Des de llavors, «la immigració serà mantinguda en el transcurs dels cinc pròxims anys tant com la capacitat econòmica d'absorció del país el permetrà, a una taxa que portarà la població jueva a aproximadament el terç de la població total. […;] al final del període de cinc anys, cap immigració jueva ja no serà autoritzada, llevat que els àrabs de Palestina estiguin disposats a consentir-ho | » |

.

Finalment, es considera (bastant vagament) la possibilitat d'un Estat palestí unitari (de majoria àrab) en un termini de 10 anys: 
| « | El govern de Sa Majestat declara avui sense equívoc que no és de cap manera en les seves intencions transformar Palestina en un Estat jueu | » |

. 
| « | El govern de Sa Majestat [té el] desig […;] de veure establir-se finalment un Estat de Palestina independent | » |

. 
| « | Si al final de deu anys, es verifica que la independència ha de ser ajornada, el govern britànic consultarà els habitants de Palestina, el Consell de la SDN | » |

.

El llibre blanc comporta de nou una viva reacció de les institucions sionistes mundials. David Ben Gourion declara poc després del començament guerra 
| « | Ajudarem els Britànics en la guerra com si no hi hagués Llibre blanc i lluitarem contra el Llibre blanc com si no hi hagués la guerra | » |

. De fet, la lluita contra el tercer llibre blanc és compromesa al si del Yixuv, i no prendrà fi més que amb la independència de l'Estat d'Israel.
Políticament, les organitzacions sionistes oficials es mobilitzen. Sota una forma més violenta, el «Llibre blanc» provoca també una primera onada d'atemptats antibritànics comesos per l'Irgun des de 1939, atemptats suspesos després del començament de la Segona Guerra Mundial, en setembre de 1939, després reprès per una dissidència de l'Irgun, el Lehi, el 1941- 1942.
L'oposició política de les institucions sionistes oficials no acabarà durant la Segona Guerra Mundial, fins i tot a l'hora en què certs membres del Yixuv integren els rangs de l'exèrcit anglès. És en aquest marc que el moviment sionista adoptarà el seu «programa de Biltmore» de 1942, reclamant un Estat jueu sobre el conjunt de Palestina.

L'oposició armada al «Llibre blanc» s'endurirà amb la recuperació dels atemptats de l'Irgun en febrer de 1944. De 1944 a 1948, les organitzacions armades (Lehi, Irgun i en una menor mesura Haganà mataran més de 300 britànics, així com diverses desenes de jueus i alguns milers d'àrabs. 
| « | Les operacions contra les tropes d'ocupació, cada vegada més audaces, tornen el país ingovernable (…;). Desemparat, Bevin, [Ministre d'Afers Exteriors britànic] decideix el febrer de 1947 de portar l'assumpte al davant l'ONU, no sense esperar un fracàs de les Nacions Unides que permetria la tornada en força de la Gran Bretanya | » |

L'aplicació del Llibre blanc pel mandat britànic s'intensificarà al final de la Segona Guerra mundial, lluitant particularment contra l'afluència massiva dels supervivents de la Shoah. Desenes de milers d'immigrants clandestins seran internats a Xipre o a Europa.
La primera llei votada pel molt jove Estat d'Israel concernirà l'abrogació del «Llibre blanc».